# Уровни зрелости управления

Повышение уровня зрелости управления согласно методологии CMMI

Уровни зрелости управления (англ. Modeling Maturity Levels) — этапы развития организации в соответствии со стандартизованными моделями оценки уровня зрелости управления. Проходятся каждой организацией последовательно и определяются различными характеристиками, включающими миссию, ценности, стратегию, организационную структуру. Переходы с уровня на уровень делают организацию более конкурентоспособной.

## Модели оценки уровня зрелости управления
Универсальные модели оценки уровня зрелости управления:
- Capability Maturity Model Integration — набор моделей (методологий) совершенствования процессов в организациях разных размеров и видов деятельности
- «20 ключей»

В сфере информационных технологий:
- Capability Maturity Model — модель зрелости возможностей создания программного обеспечения
- ISO/IEC 15504, официальная адаптация — в ГОСТ Р ИСО/МЭК серии 15504[1][2][3][4][5]
- ISO/IEC 33001, официальная адаптация — в ГОСТ Р ИСО/МЭК серии 33001[6][7][8][9][10]

В сфере управления проектами:
- P3M3 (Portfolio, Programme and Project Management Maturity Model) — модель зрелости управления портфелями, программами и проектами
- OPM3 (Organizational Project Management Maturity Model) — модель зрелости организационного управления проектами

## Система измерения уровня зрелости управления
Совершенствование процессов подразумевает поэтапный/плавный процесс. В CMMI, CMM, ISO 15504, P3M3 эти этапы формализованы — существует 5 уровней зрелости, каждый из которых указывает на зрелость процессов организации.
| Уровень зрелости управления           | 0. «Отсутствующий»                                                                                 | 1. «Начальный»                                                                                                 | 2. «Управляемый» («Повторяемый»)                  | 3. «Определяемый» («Стандартизуемый») | 4. «Измеряемый» | 5. «Оптимизируемый» («Улучшаемый») |
| ------------------------------------- | -------------------------------------------------------------------------------------------------- | --- | ------------------------------------------------- | --- | --- | --- |
| Описание с позиции процессов          | Процессы непредсказуемые, неконтролируемые. Процессы не появляются в ответ на определённые события | Процессы непредсказуемые, слабо контролируемые. Процессы появляются в ответ на определённые различные события. | Процессы определяются в ходе исполнения проектов. | Процессы определены на уровне всей организации. Процессы определяются заблаговременно. Процессы конструируются от начала (от источников) к результату (к потребителю) | Процессы измеряются и контролируются. Процессы конструируются «наоборот» — от ожидаемого результата (от потребителя) к началу (к источникам) | Фокус на совершенствование процессов |
| Предсказуемость результата            | Не может достичь результата                                                                        | Может достичь результата                                                                                       | Может достичь результата в срок                   | Может достичь результата в срок и качественно | Может в срок, качественно и в рамках заранее определяемого бюджета                                                                           | Может в срок, качественно, в рамках заранее определяемого бюджета, с долгосрочным перспективным инновационным лидерством организации на рынке |
| Возможные риски                       | Максимальный риск                                                                                  | Возможно не в срок, некачественно, с превышением бюджета                                                       | Возможно некачественно, с превышением бюджета     | Возможно с превышением бюджета | Минимальные риски в тактической перспективе. Возможны риски в стратегической перспективе                                                     | Минимальные риски в тактической и стратегической перспективах                                                                                 |
| Кредитный рейтинг                     | D                                                                                                  | C, CC | CCC, B                                            | BB, BBB | A, AA | AAA, AAA+ |
| Характерные методы управления         | Попустительское (анархическое) управление                                                          | + Ситуационное управление («Ad hoc»)                                                                           | + Управление проектами                            | + Управление процессами | + Управление по целям (Стратегическое управление)                                                                                            | + Управление знаниями |
| Характерные методы управления         | Попустительское (анархическое) управление                                                          | + Контроль исполнения поручений                                                                                | + Тайм-менеджмент                                 | + Управление качеством | + Управление по показателям | + Управление инновациями |
| Характерные методы управления         | Попустительское (анархическое) управление                                                          | + Контроль исполнения поручений                                                                                | + Тайм-менеджмент                                 | + Управление качеством | + Управление по показателям | + Управление изменениями |
| Характерная организационная структура | нет                                                                                                | + Иерархическая структура                                                                                      | + Проектные команды                               | + «Конвейеры» | + Матричная организационная структура | + Сетевая организационная структура |
| Характерные вопросы                   | нет                                                                                                | Кто (делает)?                                                                                                  | Где (делать)?                                     | Как (делать)? | Зачем (всё это делать)? | Почему (это происходит)? |
| Характерные вопросы                   | нет                                                                                                | Сделано? | Когда (делать)?                                   | Что (обрабатывается, должно получиться)? | Сколько (делать)? | Как иначе (это можно сделать)? |
| Характерные вопросы                   | нет                                                                                                | Сделано? | Когда (делать)?                                   | Что (обрабатывается, должно получиться)? | Сколько (делать)? | Что модернизировать? |
| Характерная мотивация                 | нет                                                                                                | Кто главнее?                                                                                                   | Кто быстрее?                                      | Кто качественнее? | Кто эффективнее? | Кто изобретательнее? |